# Relais 4 × 400 mètres masculin aux Jeux olympiques d'été de 1952
Pour un article plus général, voir Athlétisme aux Jeux olympiques d'été de 1952.
Navigation
Londres 1948 Melbourne 1956
L'épreuve du relais 4 × 400 mètres masculin aux Jeux olympiques de 1952 s'est déroulée les 26 et 27 juillet 1952 au Stade olympique d'Helsinki, en Finlande.  Elle est remportée par l'équipe de Jamaïque (George Rhoden, Herb McKenley, Arthur Wint et Leslie Laing).

## Résultats

### Finale
| Rang               | Pays            | Temps        | Notes |
| ------------------ | --------------- | ------------ | ----- |
| Médaille d'or      | Jamaïque        | 3 min 3 s 9  | WR    |
| Médaille d'argent  | États-Unis      | 3 min 4 s 0  |       |
| Médaille de bronze | Allemagne       | 3 min 6 s 6  |       |
| 4                  | Canada          | 3 min 9 s 3  |       |
| 5                  | Grande-Bretagne | 3 min 10 s 0 |       |
| 6                  | France          | 3 min 10 s 1 |       |